# Stone Free
Singles de The Jimi Hendrix Experience
Fire
(1969) Stepping Stone
(1970)
Pistes de Are You Experienced (réédition de 1997)
Hey Joe Purple Haze
Stone Free est une chanson écrite par Jimi Hendrix et la deuxième chanson enregistrée par The Jimi Hendrix Experience. Elle est décrite comme un "hymne de la contre-culture, avec ses paroles faisant l'éloge de la vie libre et sans fantaisie", qui reflétait le style de vie agité de Hendrix. Instrumentalement, la chanson a une forte impulsion rythmique fournie par le batteur Mitch Mitchell avec le soutien harmonique du bassiste Noel Redding. Stone Free est sorti le 16 décembre 1966 sur la face b du premier single britannique de l'Experience Hey Joe et plus tard inclus sur les deux éditions de ma compilation Smash Hits (1968 et 1969), puis sur l'album Are You Experienced (1967) à partir de la réédition de 1997.
En avril 1969, Hendrix a enregistré une nouvelle version de la chanson pour une éventuelle sortie en single. Cependant, elle n'est pas utilisée et Reprise Records a publié l'enregistrement original en single aux États-Unis le 15 septembre 1969. Hendrix a souvent joué Stone Free en concert en utilisant des arrangements prolongés, d'une durée parfois de plus de quatorze minutes. La chanson révisée et plusieurs enregistrements en concert ont ensuite été publiés.
Les paroles de la chanson traitent de la liberté : « Tous les jours de la semaine, je suis dans différentes villes. Si je reste trop longtemps, les gens essayent de me rabaisser. »

## Enregistrement
Avec la première chanson d'Experience, Hey Joe, achevée le 23 octobre 1966, le groupe avait besoin d'un deuxième morceau pour son premier single. Hendrix a suggéré une autre reprise, mais le producteur Chas Chandler l'a encouragé à proposer une composition originale afin de recevoir des redevances. Hendrix a écrit Stone Free, sa première composition au sein de l'Experience le 24 octobre après un bœuf dans un club londonien,,. Le groupe a répété la chanson, avec Chandler (ancien bassiste des Animals) montrant à Redding, un guitariste qui était nouveau à la basse, quelques lignes de basse. Stone Free a été enregistré aux studios De Lane Lea à Londres le 2 novembre 1966. Selon Chandler, il a été achevé en une heure. L'overdubbing était minime, composé d'une partie de cowbell de Mitchell et d'une ligne de guitare supplémentaire et d'une voix d'harmonie de Hendrix.

## Analyse artistique
La voix de Hendrix sur Stone Free a été comparée à celle de Hey Joe. Le biographe Keith Shadwick le décrit comme "une livraison presque conversationnelle ... jouant avec des intervalles de blues d'une manière que John Lee Hooker construirait une phrase de blues plutôt que de livrer un motif mélodique défini." Les paroles reflètent le style de vie d'Hendrix, comme il l'a expliqué dans une interview : "Je reste un ou deux mois dans un endroit et puis je dois changer ... Je deviens tellement agité, mec, je pourrais partir tout de suite": 

« Chaque jour de la semaine, je suis dans une ville différente
Si je reste trop longtemps, les gens essaient de me rabaisser
Ils parlent de moi comme d'un chien, parlent des vêtements que je porte
Ils ne réalisent pas que ce sont eux qui sont carrés »

Les paroles expriment également ses sentiments de ressentiment lorsqu'il est retourné à Harlem après avoir exploré la contre-culture de Greenwich Village :

« J'avais l'habitude d'aller dans les clubs [de Harlem], et mes cheveux étaient alors très longs. Parfois, je les attachais ou je faisais quelque chose avec et les chats disaient : 'Ah, regarde ça : Black Jesus.' Même dans votre propre quartier [de la ville]. J'avais des amis avec moi à Harlem, 125th Street, et tout d'un coup, des chats, des vieilles dames, des filles, n'importe qui disait : 'Oh, regarde ça. Qu'est-ce que c'est, un cirque ou quelque chose comme ça?' »

Stone Free est une chanson uptempo qui a un fort élément rythmique, dû en grande partie à l'approche de la batterie influencée par le jazz de Mitchell. Bien qu'il "souligne constamment la voix et les parties de guitare de Hendrix d'une manière dramatique [avec] des remplissages et des changements d'accentuation rythmique", Mitchell continue de "souligner le rythme de la caisse claire" et ajoute des noires sur le cowbell. La ligne de basse de Redding fournit un support harmonique similaire à une guitare rythmique et a été comparée à Philly Dog, une chanson des Mar-Keys. La section de couplet est une variation sur une progression de blues, qui utilise les huit premières mesures d'un blues à douze mesures. La chanson s'ouvre avec Hendrix pinçant des notes harmoniques et contrairement à la plupart de ses chansons, il utilise un accordage standard pour la guitare. Le guitariste Jeff Beck, qui considère Stone Free comme sa chanson préférée d'Hendrix, a commenté : « Il y a des bouts de Buddy Guy ; ça sonne comme Les Paul par endroits. Je ne vois même pas les liens."

## Parutions
Stone Free est publié en tant que face B du single Hey Joe le 16 décembre 1966. Bien que le groupe ait un contrat chez Track Records au Royaume-Uni, le label n'était pas pleinement opérationnel, donc le single est publié par Polydor Records. Afin d'assurer le succès du single, le manager de Hendrix, Michael Jeffery, a cédé une partie des droits d'auteur de Stone Free comme incitation à la diffusion à la radio (puisque Hey Joe était déjà publié, il n'était pas disponible pour un tel arrangement). L'éditeur de Hendrix, Abby Schroeder, aurait été "livide". Il a rappelé : 

« Jeffery était si désespéré pour la diffusion qu'il a accepté de se faire avoir. Il m'a expliqué que ce processus avait fonctionné avec succès une fois auparavant et que, pour assurer une bonne diffusion des [radios] pirates, il fallait renoncer à une partie du bénéfice. Je lui ai dit que diviser les droits d'auteur de l'édition n'était pas comme couper une tarte. Il y avait d'autres moyens d'être diffusé sans sacrifier le travail de votre artiste. »

Le single est devenu un succès et a atteint la sixième place du UK Singles Chart. Il a ensuite été inclus sur le premier album de compilation de l'expérience, Smash Hits.
Lorsque Hey Joe est sorti en single aux États-Unis, Reprise Records a inclus 51st Anniversary en face B. Stone Free est inclus sur la compilation américaine Smash Hits sorti le 30 juillet 1969. Près de deux mois plus tard, il est sorti en single sur le territoire américain, avec la chanson If 6 Was 9 issue de l'album Axis: Bold as Love (1967) en face B. Le single rate le classement pop Billboard Hot 100, mais a fait une apparition à la 130e place du palmarès Bubbling Under Hot 100 Singles du magazine. La chanson est incluse dans plusieurs compilations ultérieures de Hendrix, notamment  Experience Hendrix: The Best of Jimi Hendrix en 1997.
En avril 1969, l'Experience enregistre une nouvelle version de Stone Free avec quelques musiciens supplémentaires. Comme la chanson n'était pas sortie aux États-Unis à ce moment-là, Hendrix l'envisageait pour son prochain single. Roger Chapman de Family et Andy Fairweather-Low d'Amen Corner (deux groupes britanniques avec lesquels Experience avait tourné) ont fourni les chœurs. Le biographe de Hendrix et plus tard producteur John McDermott décrit la nouvelle version comme ayant un "arrangement plus sophistiqué" et Shadwick la décrit comme "disciplinée mais sans âme". Reprise Records a publié plus tard l'original Stone Free et le remake est sorti pour la première fois sur l'album Crash Landing produit par Alan Douglas en 1975. Douglas a effacé les enregistrements multipistes originaux et a utilisé de nouveaux musiciens d'accompagnement; cependant, contrairement à la plupart des autres chansons de l'album, Douglas ne s'est pas crédité co-auteur de la chanson pour la nouvelle version. La version de 1969 a ensuite été restaurée et incluse dans le coffret The Jimi Hendrix Experience (2000) et Voodoo Child: The Jimi Hendrix Collection (2001). Une variation avec Billy Cox à la basse est incluse dans le coffret West Coast Seattle Boy: The Jimi Hendrix Anthology (2010).

## Enregistrements en concert
Stone Free a été fréquemment interprété par Hendrix et des enregistrements live avec Experience, Band of Gypsys et le groupe de tournée The Cry of Love ont été publiés sur des albums. Les premières versions suivent la version originale, tandis que les dernières s'étendent parfois sur plus de quatorze minutes avec des solos improvisés de guitare et de batterie. Certains d'entre eux incluent:
- 1967 Saturday Club, Londres – BBC Sessions (3:25)
- 1967 Olympia, Paris – Paris 1967/San Francisco 1968 (3:12)
- 1969 Royal Albert Hall, Londres – The Jimi Hendrix Concerts (10:32)
- 1969 Fillmore East, New York (second concert) – West Coast Seattle Boy: The Jimi Hendrix Anthology (14:46)
- 1970 Fillmore East, New York (quatrième concert) – Live at the Fillmore East (12:56)
- 1970 Berkeley Community Theatre, Berkeley, Californie – Live at Berkeley (4:08)
- 1970 Atlanta International Pop Festival, Byron, Georgie – Stages (5:25)